# 1980年代にデビューしたプロレスラー一覧
1980年代にデビューしたプロレスラー一覧は、1980年（昭和55年）から1989年（平成元年）までの10年間にデビューしたプロレスラーの一覧である。

## 1980年（昭和55年）
- 3月1日
  - 仲野信市
- 4月25日
  - 保永昇男
- 5月4日
  - 冬木弘道
- 5月10日
  - ライオネス飛鳥
- 8月8日
  - 長与千種
  - ダンプ松本
- 12月29日
  - 谷津嘉章

## 1981年（昭和56年）
- 1月10日
  - 新倉史祐
- 2月19日
  - ターザン後藤
- 5月9日
  - 高田延彦
- 7月12日
  - 立野記代
- 8月21日
  - 三沢光晴
- 9月5日
  - 山崎五紀
- 12月8日
  - 高野拳磁

## 1982年（昭和57年）
- 5月6日
  - 山崎一夫
- 10月4日
  - 川田利明

## 1983年（昭和58年）
- 2月9日
  - 後藤達俊
- 3月22日
  - ミスター・ブッタマン
- 9月23日
  - ブル中野
  - Tommy
- 詳細不明
  - 角掛留造（6月）

## 1984年（昭和59年）
- 3月3日
  - 佐野直喜
  - 山田恵一
- 8月29日
  - 中野龍雄
- 9月1日
  - 橋本真也
- 10月5日
  - 武藤敬司
  - 蝶野正洋
- 10月12日
  - AKIRA
- 詳細不明
  - エステル・モレノ（2月）

## 1985年（昭和60年）
- 3月3日
  - 船木誠勝
- 3月15日
  - メデューサ
- 5月22日
  - 西脇充子
- 5月28日
  - 北斗晶
- 6月5日
  - 堀田祐美子
- 6月6日
  - グリズリー岩本
- 7月8日
  - 安生洋二
- 7月12日
  - みなみ鈴香
- 8月25日
  - ブルーザー岡本
- 9月3日
  - 小川良成
- 9月6日
  - 宮戸優光

## 1986年（昭和61年）
- 2月16日
  - 佐々木健介
- 2月28日
  - 馳浩
- 4月20日
  - 大矢健一
- 5月24日
  - 片山明
- 7月24日
  - エル・サムライ
- 8月8日
  - 工藤めぐみ
  - KAORU
- 8月17日
  - ダイナマイト・関西
  - ハーレー斉藤
  - プラム麻里子
  - 尾崎魔弓
  - 伊藤勇気
  - ユウ山崎
  - ダーティー大和
  - 風間ルミ
  - 神取忍
- 9月5日
  - イーグル沢井
  - ソチ浜田
- 9月10日
  - バイソン木村
- 9月14日
  - コンバット豊田
- 9月16日
  - アジャコング
- 9月19日
  - キューティー鈴木
- 9月22日
  - オスカル智
- 9月25日
  - 天田麗文
  - 高橋美華
  - 神谷美織
- 11月2日
  - 飯塚高史

## 1987年（昭和62年）
- 1月24日
  - エデン馬渕
- 3月31日
  - 高木功
- 4月11日
  - ムーン章子
- 5月13日
  - ウルティモ・ドラゴン
- 7月27日
  - 山田敏代
- 8月5日
  - 豊田真奈美
  - 三田英津子
  - 下田美馬
- 9月12日
  - ボンバー光
- 11月23日
  - 半田美希
  - 小金井幸子

## 1988年（昭和63年）
- 1月2日
  - 田上明
- 1月10日
  - ジェンヌゆかり
  - 星野玲子
- 2月26日
  - 小橋建太
  - 菊地毅
- 4月8日
  - 北原光騎
- 6月23日
  - 鈴木みのる
- 6月28日
  - リッキー・フジ
- 9月24日
  - 内藤恒仁
- 10月10日
  - 井上貴子
  - 吉田万里子
  - 井上京子
- 詳細不明
  - ポイズン澤田JULIE（6月）

## 1989年（平成元年）
- 1月10日
  - 穂積詩子
- 1月14日
  - レオ北村
- 3月19日
  - スペル・デルフィン
  - 邪道
  - 外道
- 4月24日
  - 獣神サンダー・ライガー
- 4月30日
  - レイ・ミステリオ・ジュニア
- 5月21日
  - 田村潔司
- 7月13日
  - ザ・スコルピオン
- 10月6日
  - 青柳政司
  - 松永光弘
  - 徳田光輝
  - 里美和
  - ツッパリマック
  - シャーク土屋
- 10月8日
  - バット吉永
  - 伊藤薫
  - 渡辺智子
- 10月22日
  - 三沢威
- 10月26日
  - 板倉弘
  - 川内英紀
- 12月1日
  - サンボ浅子
  - 福岡晶
  - キャロル美鳥
  - 中島由賀
  - 杉原由佳子
  - 紅夜叉
- 12月6日
  - 山元真由美
  - 久保木寿江
  - 長嶋美智子
- 12月7日
  - 長谷川咲恵
  - 斉藤和枝